# Patrick Sensburg

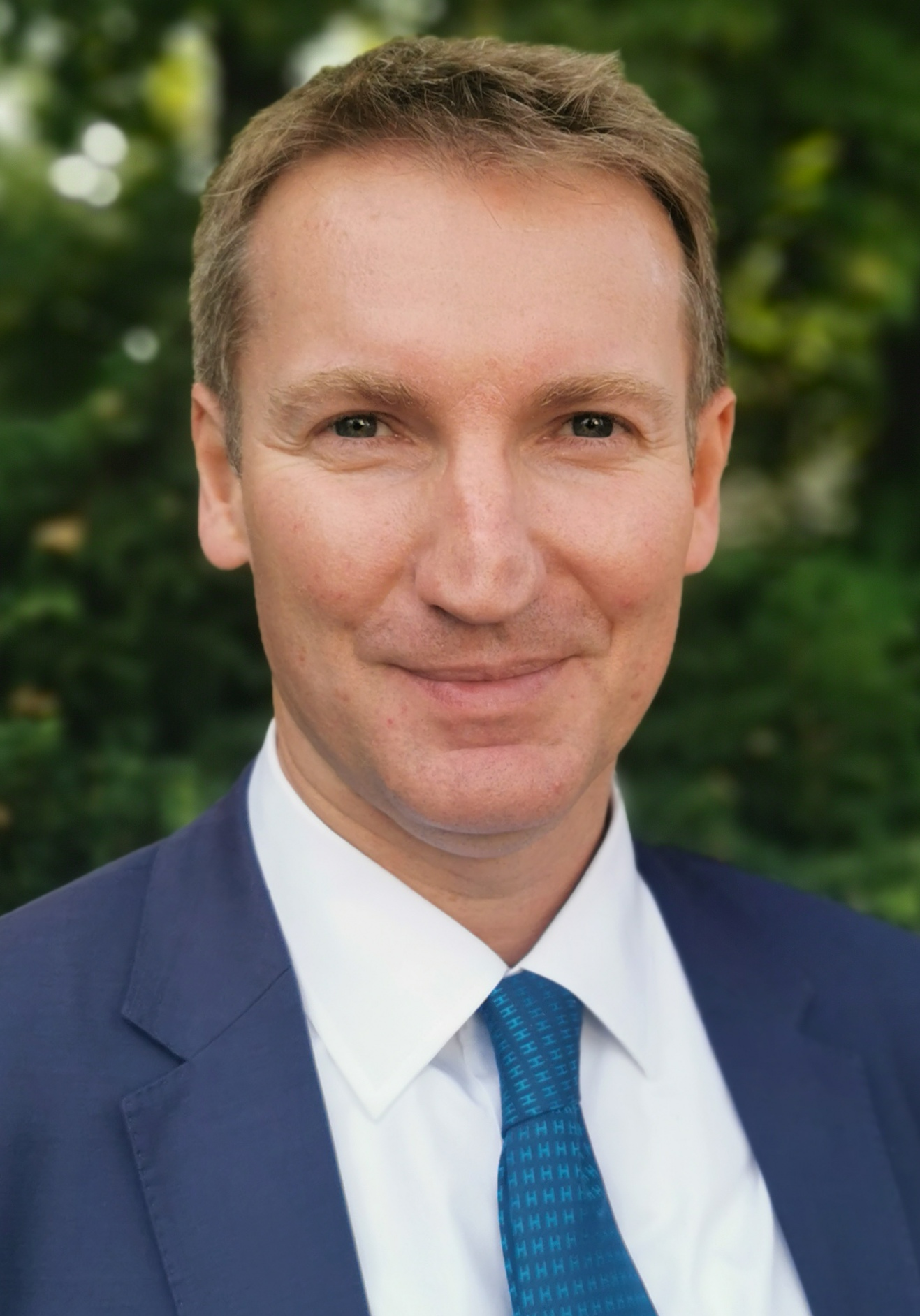
Patrick Sensburg (2023)

Patrick Ernst Hermann Sensburg (* 25. Juni 1971 in Paderborn) ist ein deutscher Politiker (CDU), Jurist und Professor an der Hochschule für Polizei und öffentliche Verwaltung Nordrhein-Westfalen in Köln. Zudem ist er seit November 2019 Präsident des Verbands der Reservisten der Deutschen Bundeswehr. Er trat 1989 in die CDU ein, nachdem er seit 1986 Mitglied der Jungen Union war. 2009, 2013 und 2017 gewann er das Direktmandat im Hochsauerlandkreis und war bis 2021 Mitglied des Deutschen Bundestages.

## Leben
Patrick Sensburg besuchte die Grundschule in Brilon-Gudenhagen und anschließend das Gymnasium Petrinum Brilon. Nach dem Abitur 1991 leistete er Wehrdienst und durchlief die Ausbildung zum Reserveoffizier. Sensburg absolvierte den Advanced Command and Staff Course (ACSC) an der Defence Academy of the United Kingdom in Shrivenham und ist seit 2021 Oberst der Reserve. Im Anschluss studierte er Rechts- und Politikwissenschaften an den Universitäten Trier, Luxemburg und Speyer. 1997 absolvierte er das Erste juristische Staatsexamen sowie das Magisterexamen in Politikwissenschaften. 1999 absolvierte er sein Zweites juristisches Staatsexamen. Er war Stipendiat der Nikolaus-Koch-Stiftung. 2003 wurde er an der FernUniversität in Hagen zum Dr. jur. promoviert.

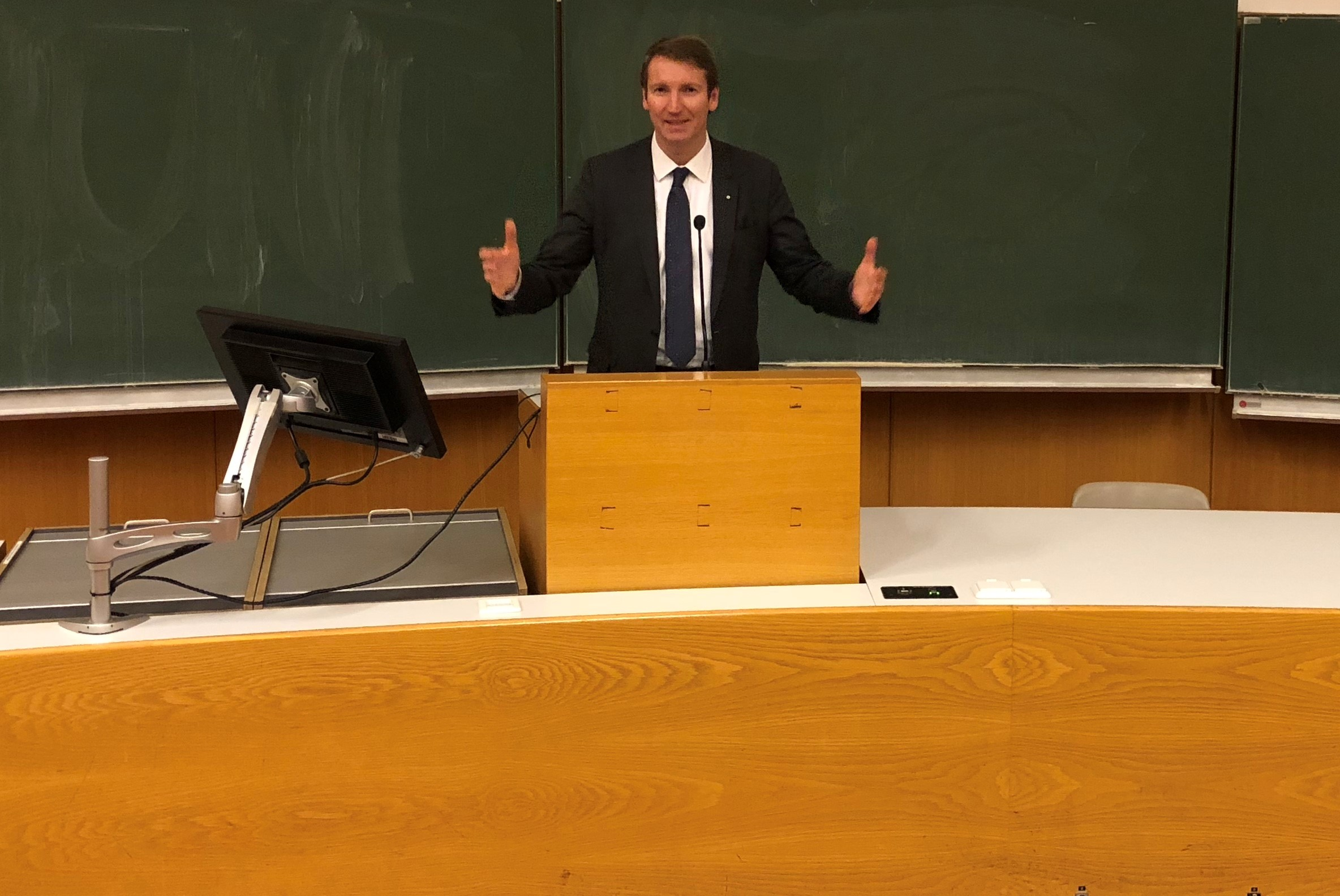
Patrick Sensburg an der Universität Wien (2019)

Von 1999 bis 2004 war Patrick Sensburg Geschäftsführer der Deutschen Gesellschaft für Mediation (DGM), deren Präsidium er von 2005 bis 2019 angehörte. Seit 2019 ist er Vorsitzender des Kuratoriums der DGM. Von 2000 bis 2006 arbeitete Sensburg als Rechtsanwalt in den Schwerpunkten Kommunal- und Kommunalabgabenrecht. Er ist seitdem Dozent an der Hagen-Law-School zur Ausbildung von Fachanwälten für Verwaltungsrecht. Von 2006 bis 2007 war er Professor an der Hochschule des Bundes für öffentliche Verwaltung – Fachbereich Kriminalpolizei beim BKA.  Von 2005 bis 2009 war er Aufsichtsratsvorsitzender des städtischen Krankenhauses Maria-Hilf Brilon gGmbH.
Seit 1. Januar 2008 ist Sensburg Professor für Allgemeines Verwaltungsrecht, Staats- und Europarecht und Kommunalrecht an der Hochschule für Polizei und öffentliche Verwaltung Nordrhein-Westfalen in Münster. Von 2009 bis 2012 war er zeitgleich Gastdozent für Europarecht an der Riga International School of Economics and Business Administration (RISEBA).
Seit 2016 ist Sensburg Gastprofessor für Europarecht an der Universität Wien. Zugleich ist Patrick Sensburg Gastprofessor an der Universität für Wirtschaftswissenschaften in Bukarest (ASE).
Auf der Internetplattform VroniPlag Wiki werden seit Oktober 2011 Fremdtextübernahmen in der Dissertation Sensburgs dokumentiert. Sensburg wies die Vorwürfe zurück. Am 22. Dezember 2011 teilte die Fernuniversität Hagen mit, es werde „kein förmliches Verfahren zur Entziehung des Doktorgrades gegen Dr. Patrick Sensburg“ eröffnet. Der entsprechende Beschluss des Promotionsausschusses der Rechtswissenschaftlichen Fakultät basierte auf drei unabhängigen Gutachten, die jeweils zur Auffassung gekommen waren, „dass die Vorwürfe von VroniPlag nicht haltbar“ seien.
Im Dezember 2014 erstattete Sensburgs damalige Lebensgefährtin gegen ihn Strafanzeige wegen Körperverletzung. Nachdem die Anzeige zurückgezogen wurde, stellte im Juli 2015 die Berliner Staatsanwaltschaft die Ermittlungen gegen Sensburg ein und leitete nunmehr gegen seine ehemalige Lebensgefährtin ein Verfahren wegen Falschaussage und falscher Verdächtigung ein.

## Politische Arbeit

### Partei
Patrick Sensburg trat 1986 in die Junge Union und 1989 in die Christlich Demokratische Union Deutschlands (CDU) ein. Von 2004 bis 2009 war er Vorsitzender der CDU-Fraktion im Rat der Stadt Brilon und stellvertretender Bürgermeister der Stadt Brilon.
Vom 10. November 2012 bis zum 24. Januar 2015 war Sensburg Vorsitzender der CDU im Hochsauerlandkreis; Grund seines Rücktritts 2015 war die später zurückgezogene Anzeige wegen Körperverletzung (s. o.). Seit Mitte 2021 ist Sensburg stellvertretender Bundesvorsitzender der Christdemokraten für das Leben (CDL).

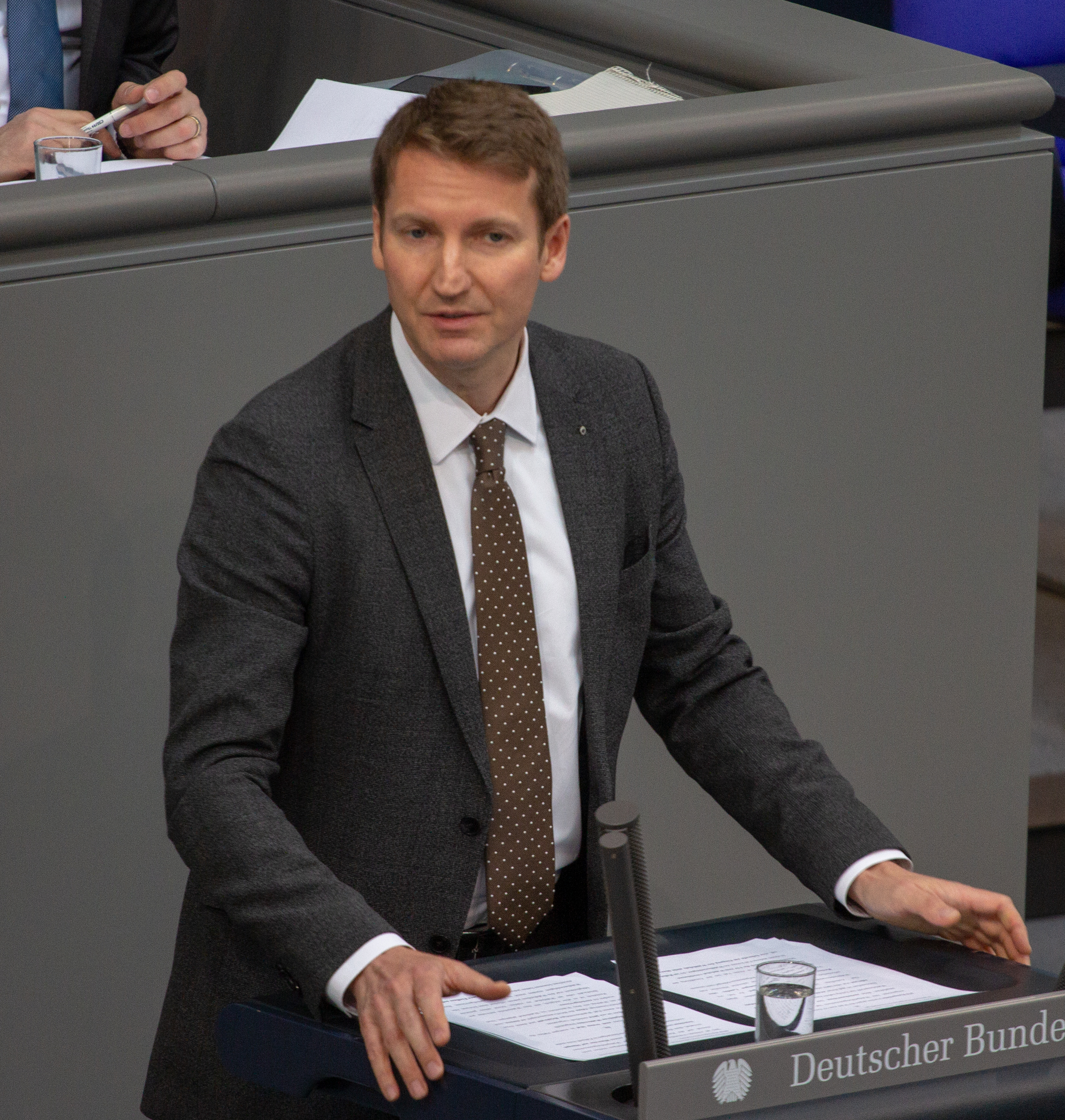
Patrick Sensburg im Plenum des Deutschen Bundestages (2019)

### Abgeordneter
Im Juni 2008 schlug der CDU-Stadtverband Brilon Patrick Sensburg für die Nachfolge von Friedrich Merz für den Deutschen Bundestag vor. Bei der Kreisversammlung am 17. Januar 2009 in Meschede wurde Patrick Sensburg von den Delegierten der CDU Hochsauerlandkreis zum Kandidaten für den Bundestagswahlkreis Hochsauerlandkreis gewählt, wobei der sich u. a. gegen Bernhard Halbe durchsetzte. Bei der Bundestagswahl 2009 konnte er den Wahlkreis gewinnen.
Patrick Sensburg war in der 17. und 18. Wahlperiode des Deutschen Bundestages Mitglied des Rechtsausschusses, Vorsitzender des Unterausschusses Europarecht sowie stellvertretendes Mitglied im Innenausschuss. Er war Mitglied der Bundesversammlungen 2010, 2012 und 2017.
Bei der Bundestagswahl 2013 gewann Sensburg erneut das Direktmandat im Hochsauerlandkreis, wobei er das Ergebnis der vorangegangenen Wahl um 4,4 % auf 56,1 % verbessern konnte. Auch bei der Bundestagswahl 2017 gewann Sensburg den Hochsauerlandkreis mit 48,0 %. Dies bedeutete im Vergleich zur Vorwahl ein Minus von 8,1 % der Erststimmen aber gleichzeitig das zehnthöchste Direktstimmenergebnis der CDU.
In der 19. Wahlperiode war Patrick Sensburg Vorsitzender des Ausschusses für Wahlprüfung, Immunität und Geschäftsordnung, sowie Vorsitzender des Wahlprüfungsausschusses. Er war ordentliches Mitglied im Ausschuss für Recht und Verbraucherschutz, im Parlamentarischen Kontrollgremium (PKGr), im Ausschuss für Recht und Verbraucherschutz, sowie Mitglied des Ältestenrates des Deutschen Bundestages. Darüber hinaus war er stellvertretendes Mitglied im Verteidigungsausschuss sowie im Unterausschuss Europarecht.
Friedrich Merz teilte am 2. März 2021 per Twitter mit, er wolle erneut für ein Mandat im Bundestag im Hochsauerlandkreis für ein Bundestagsmandat kandidieren. Sensburg hatte bereits im Januar 2021 erklärt, er wolle sich ebenfalls erneut für das Mandat bei der Bundestagswahl 2021 bewerben. Friedrich Merz wurde durch die CDU-Stadtverbände Arnsberg und Sundern offiziell für die Kandidatur nominiert, Patrick Sensburg durch den CDU-Stadtverband Brilon. In der Abstimmung am 17. April 2021 setzte sich Merz mit 327 zu 126 Stimmen gegen Sensburg als CDU-Kandidat für das Direktmandat durch. Bei der Aufstellung der nordrhein-westfälischen Landesliste der CDU am 5. Juni 2021 wurde Sensburg auf Listenplatz 65 gewählt. Da nach der Bundestagswahl 2021 von der NRW-CDU-Landesliste nur Kandidaten bis Position 12 ein Mandat erhielten, schied Sensburg aus. Seit 2022 ist er stellvertretendes Mitglied der G 10-Kommission des Deutschen Bundestages.

## Politische Positionen und Schwerpunkte

### NSA-Untersuchungsausschuss

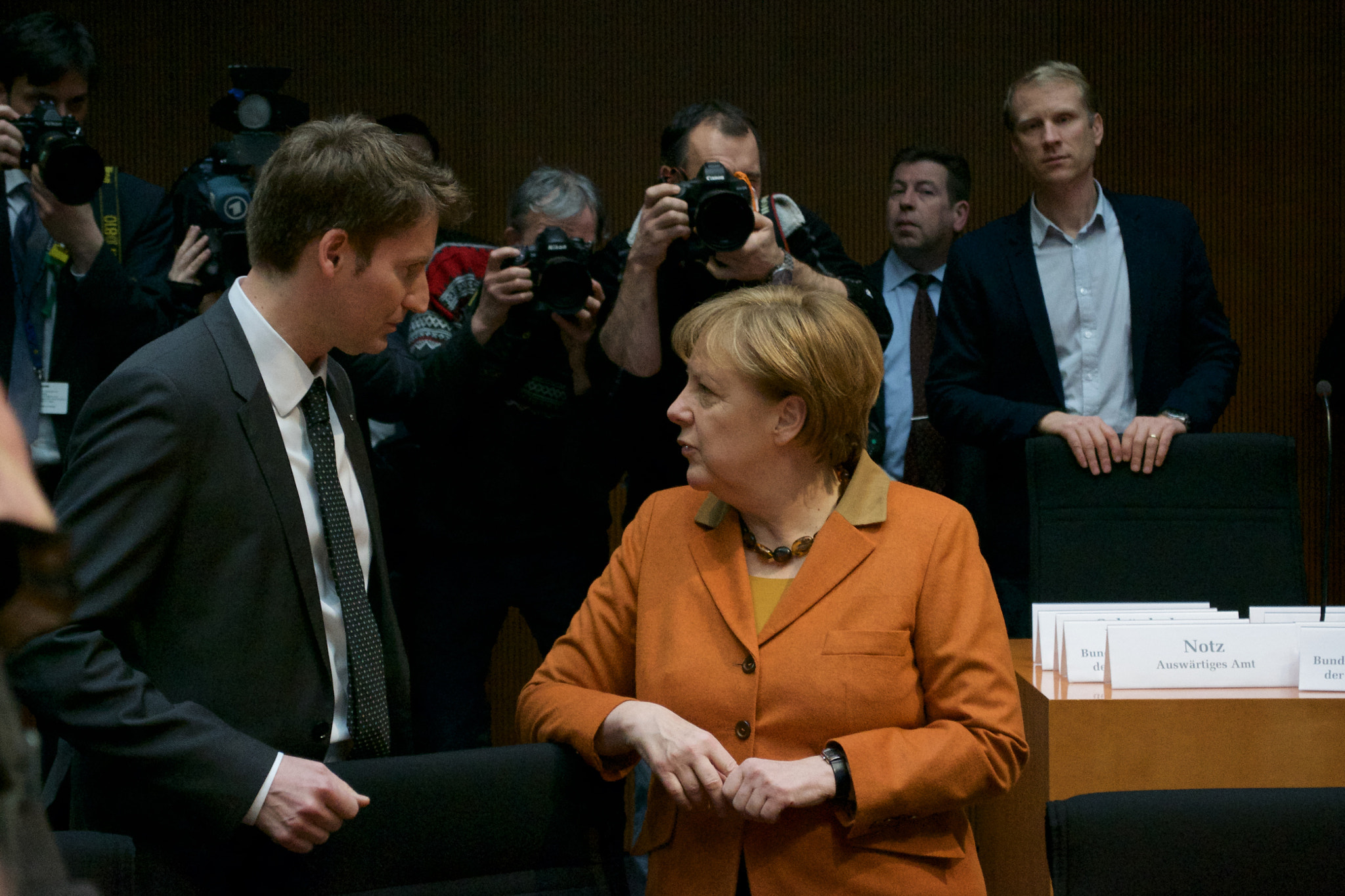
Angela Merkel und Patrick Sensburg im NSA-Untersuchungsausschuss (2017)

Nach dem Rücktritt des Vorsitzenden des NSA-Untersuchungsausschusses Clemens Binninger wurde Sensburg am 10. April 2014 zum Vorsitzenden des Untersuchungsausschusses gewählt. Nachdem der NSA-Untersuchungsausschuss des Bundestags einstimmig am 8. Mai die Befragung Snowdens beschlossen hatte, warf Sensburg als Vorsitzender des NSA-Untersuchungsausschusses dem Whistleblower Edward Snowden vor, sich nur aufzuspielen und zweifelte seine Glaubwürdigkeit an. Snowden sei „nie speziell mit der massenhaften Ausspähung deutscher Bürger in Deutschland befasst“ gewesen und „sollte Snowden nicht bald Beweise in Form von Originaldokumenten vorlegen, verliert er jedwede Glaubwürdigkeit für den Untersuchungsausschuss.“ Über das hinaus, was im Internet zu finden sei, habe „Snowden bis zum heutigen Tage nichts geliefert“; Sensburg bezweifelte, dass Snowden wesentliche neue Details enthüllen könne. Als eine Zusammenarbeit zwischen Bundesnachrichtendienst und NSA bekannt gemacht worden war, kursierten in der Presse Mitteilungen darüber, dass 200 in Deutschland als Diplomaten akkreditierte Amerikaner für die NSA tätig seien. Sensburg griff am 16. Juni 2014 im ZDF dieses auf und bemerkte: „Wir haben achtzig Millionen Deutsche, da werden wir zweihundert Mitarbeiter der NSA ertragen können.“
Am 28. Juni 2017 übergab Sensburg den gut 1.900 Seiten umfassenden Abschlussbericht an Bundestagspräsident Norbert Lammert. In der Plenarverhandlung offenbarte sich die unterschiedliche Bewertung der Untersuchungsergebnisse. Sensburg stellte unter anderem heraus, dass der Ausschuss dreieinhalb Jahre lang „intensiv, aber auch sehr konsensual“ gearbeitet hat. Darüber hinaus verwies er auf das Verdienst Snowdens durch seine Enthüllungen die Diskussion über den Umgang mit Daten und dem Schutz der Privatsphäre in Deutschland angestoßen zu haben. Unabhängig von manchen Kritikpunkten wurde dem Untersuchungsausschuss von allen Fraktionen im Bundestag eine erfolgreiche Arbeit bescheinigt. Gemeinsam mit Armin Fuhrer veröffentlichte Sensburg 2017, noch vor Übergabe des Abschlussberichts, ein Buch über den NSA-Untersuchungsausschuss, das nicht unumstritten blieb.

### Vorratsdatenspeicherung
Als Berichterstatter der CDU/CSU-Bundestagsfraktion zur Vorratsdatenspeicherung legte Sensburg am 6. November 2012 einen eigenen Gesetzentwurf zur Verkehrsdatensicherung vor. Dieser sieht vor, dass Daten im sogenannten short-freeze-Verfahren seiner Meinung nach verfassungskonform erhoben werden können. Sensburg führte hierzu aus, dass eine Vorratsdatenspeicherung nur dann zulässig sein soll, wenn Datensicherheit, Datenverwendung, Transparenz und Rechtsschutz gegeben seien. Das Verfahren soll einen Ausgleich schaffen zwischen dem Anspruch der Bürger nach Sicherheit und der Freiheit des Einzelnen und nur bei Vorliegen des begründeten Verdachts schwerer Straftaten zur Anwendung kommen.

### AfD
Wiederholt setzte sich Sensburg aufgrund extremistischer Äußerungen von AfD-Politikern für die Beobachtung der AfD durch den Verfassungsschutz ein. 2018 betonte er: „Aus den Gesamtzusammenhängen wird deutlich, dass die AfD in weiten Teilen verfassungsfeindlich ist“. Im Kontext der Affäre um Wahlkampfspenden aus der Schweiz an den Kreisverband von Alice Weidel warnte Sensburg „Über die AfD bekommen antieuropäische und antideutsche Kräfte Einfluss in unserem Heimatland.“ (Patrick Sensburg: ) Den Plan des sächsischen AfD-Bundestagsabgeordneten Tino Chrupalla, eine schwarze Liste mit „unseriösen Pressevertretern“ zu erstellen bezeichnete Sensburg als einen Versuch, „unliebsame Journalisten einzuschüchtern“. Nach dem Anschlag von Hanau legte Sensburg öffentlich Bediensteten, die der AfD angehören, den Parteiaustritt nahe. „Gerade vom Öffentlichen Dienst erwartet man ein klares Bekenntnis für unsere und das bedeutet diese Demokratie“.

### Verteidigungspolitik
Im August 2014 sprach sich Sensburg für einen Einsatz der Bundeswehr im Irak gegen die Organisation „Islamischer Staat“ aus. Er lehnte die Waffenlieferungen in den Irak ab, sprach sich jedoch für einen Einsatz deutscher Soldaten vor Ort aus: „Wenn man befrieden will, muss man ehrlich sein. Es wäre sinnvoll, wenn deutsche Soldaten zur Verteilung der Hilfsgüter sowie insbesondere zum Schutz der Flüchtlingslager vor Ort eingesetzt würden“. Darüber hinaus verwies Sensburg auf die Verantwortung Deutschlands gegenüber den Menschen in den dortigen Flüchtlingslagern: „Der Schutz der Bevölkerung vor den Gräueltaten der IS-Milizen ist unsere humanitäre Verantwortung und in unserem ureigenen Interesse“.
Im August 2018 forderte Sensburg aus sicherheits- und verteidigungspolitischen Gründen die Wiedereinführung der Wehrpflicht. Diese solle für Männer und Frauen gelten. Wer nicht zur Bundeswehr möchte, könnte dieses verpflichtende Jahr anderswo ableisten. Bereits 2011 hatte er gegen die Aussetzung der Wehrpflicht gestimmt. Sensburg nannte die Aussetzung einen „fatalen Fehler“. Im Zuge der Terrorermittlungen gegen Franco A. und weitere Bundeswehrsoldaten ab 2017 forderte Sensburg erneut die Wiedereinsetzung der Wehrpflicht. Er begründete seine Forderung damit, dass die Bundeswehr ohne die Wehrpflicht nicht dem Durchschnitt der Bevölkerung entspricht, der Bürger in Uniform sei „ein verlässliches Frühwarnsystem zur Erkennung von Extremismus von links und rechts“.

### Mediationsgesetz
Sensburg war Berichterstatter für das Mediationsgesetz. Den gesetzlichen Ausbau der Mediation sieht Sensburg als eine langfristige Verbesserung der Streitkultur in Deutschland an, vor allem im Bereich der Wirtschaftsmediation für mittelständische Unternehmen. Nach Ansicht von Sensburg kann nur eine einvernehmliche Lösung einen Streit nachhaltig aus der Welt schaffen.

### Lobby-Register
Im Zuge der Maskenaffäre der Union setzt Sensburg sich für die Schaffung eines Lobby-Registers ein.

## Sonstiges Engagement

### Verband der Reservisten der Deutschen Bundeswehr
2019 wurde Patrick Sensburg von der Bundesdelegiertenversammlung des Verbandes der Reservisten der Deutschen Bundeswehr e. V. (VdRBw) in Bonn zum Präsidenten gewählt.
Mit Beginn der COVID-19-Pandemie sagte Sensburg der Bundeswehr volle Unterstützung durch den VdRBw und seine Reservisten zu, von denen sich nach einem Aufruf ca. 15.000 freiwillig für Amtshilfe-Einsätze der Bundeswehr im Gesundheitssektor gemeldet hatten.

### Mitgliedschaften
- Europa-Union Deutschland.[62], von 2004 bis 2012 Vorsitzender des Kreisverbandes Hochsauerland der Europa-Union, seit 2019 wieder Vorsitzender des Kreisverbandes Hochsauerland der Europa-Union.[63]
- Verband der Reservisten der Deutschen Bundeswehr e. V., seit dem 9. November 2019 Präsident
- Mitglied als Experte im Günter-Rinsche-Kreis.[64]
- Mitglied im Hochschullehrerbund – Bundesvereinigung e. V.
- 2011 bis 2021 Mitglied des Parlamentarischen Beirates der FernUniversität in Hagen.[65]
- 2013 Mitglied im wissenschaftlichen Beirat des Franz-Stock-Komitees für Deutschland e. V.[66]
- 2013 Beiratsmitglied des Deutschen Verbandes für Telekommunikation und Medien e. V. (DVTM)[67]
- 2013 Stellvertretender Bundesvorsitzender des KKV – Bundesverband der Katholiken in Wirtschaft und Verwaltung e. V.[68]
- 2014 bis 2021 Kuratoriumsmitglied der Bundeszentrale für politische Bildung.[69]
- 2014 bis 2021 Stellvertretender Vorsitzender der Deutschen Vereinigung für Parlamentsfragen e. V.[70]
- 2016 Ehrenpräsident der Gesellschaft für Kriminologie, Polizei und Recht e. V.[71]
- 2018 Mitglied des Beirates des „Zentrums für interkulturelle Kompetenz der Justiz“ durch den nordrhein-westfälischen Justizminister Peter Biesenbach.[72]
- 2018 bis 2021 Mitglied im Beirat für die Bundesakademie für Sicherheitspolitik (BAKS).[73]
- Seit 2019 Amt der Europäischen Union für geistiges Eigentum (EUIPO) – Mitglied des Stakeholders Advisory Board.[74]
- Seit 2022 Amt der Europäischen Union für geistiges Eigentum (EUIPO) – Mitglied des Verwaltungsrates und stellvertretendes Mitglied im Haushaltsausschuss für das Europäische Parlament[75]
- Seit 2019 Austrian Center for Intelligence, Propaganda and Security Studies (ACIPSS), Mitglied und Mitherausgeber des Journal for Intelligence, Propaganda and Security Studies (JIPSS).[76]

## Veröffentlichungen
- Das Bürgeramt als Teil der Kommunalen Verwaltungsreform. Aachen 1998, ISBN 3-8265-5663-1.
- Patrick Sensburg: Die großen Juristen des Sauerlandes. 22 Biographien herausragender Rechtsgelehrter. 1. Auflage. F.W. Becker, Arnsberg 2002, ISBN 3-930264-45-5 (276 S.).
- Der kommunale Verwaltungskontrakt – Rechtliche Einordnung kommunaler Zielvereinbarungen. Nomos, Baden-Baden 2004, ISBN 3-8329-0589-8 (Dissertation, Fernuniversität Hagen 2003).
- Europarecht. Ein Studienbuch für die Polizei. 2. Auflage. Verlag Deutsche Polizeiliteratur, Hilden 2010, ISBN 978-3-8011-0646-1.
- mit Bernhard Frevel, Hans-Joachim Asmus, Carsten Dams, Hermann Groß und Karlhans Liebl: Politikwissenschaft. Studienbuch für die Polizei. Verlag Deutsche Polizeiliteratur, Hilden 2009, ISBN 978-3-8011-0621-8
- als Hrsg.: Die neue Sicherheitslage der Bundesrepublik Deutschland. Verlag für Polizeiwissenschaft, Frankfurt am Main, 15. März 2010, ISBN 978-3-86676-111-7.
- mit Armin Fuhrer: Unter Freunden. Die NSA, der BND und unsere Handys – wurden wir alle getäutscht? Plassen Verlag, 2017, ISBN 978-3-86470-495-6.
- als Hrsg.: Sicherheit in einer digitalen Welt. Nomos, Baden-Baden 2017, ISBN 978-3-8487-3639-3.
- mit Martin Maslaton und Felix Koehl: Abgabenrecht in der Zuständigkeit der Verwaltungsgerichte. 5. Auflage. Hagener Wissenschaftsverlag, Hagen 2023, ISBN 978-3-7321-0598-4.
- als Hrsg.: Staats- und Europarecht. 3. Auflage. Kolhammer Deutscher Gemeindeverlag, Stuttgart 2023, ISBN 978-3-555-02292-5.
- Manual de dreptul Uniunii Europene, Bukarest 2022, Editura C.H. Beck, ISBN 978-606-18-1110-6
- als Hrsg. mit Stefan Kracht und Andre Niedostadek: Praxishandbuch Professionelle Mediation, Springer Berlin, Heidelberg 2023, ISBN 978-3-662-49639-8.